# Przemo Łukasik
Przemo Łukasik (ur. 1970 w Chorzowie) – polski architekt, współzałożyciel bytomskiej pracowni architektonicznej Medusa Group.

## Życiorys

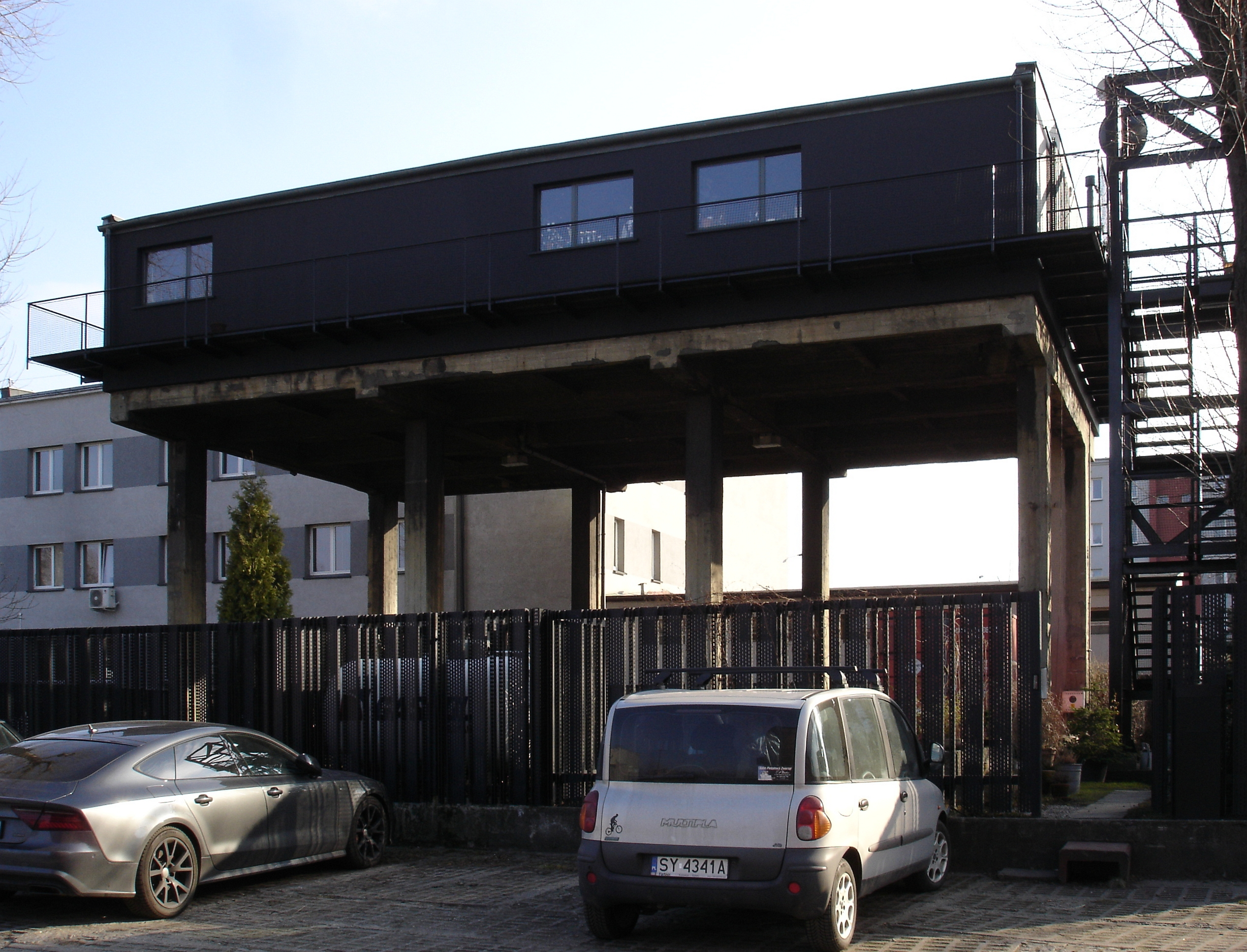
Bolko Loft mh1 w Bytomiu (2017)

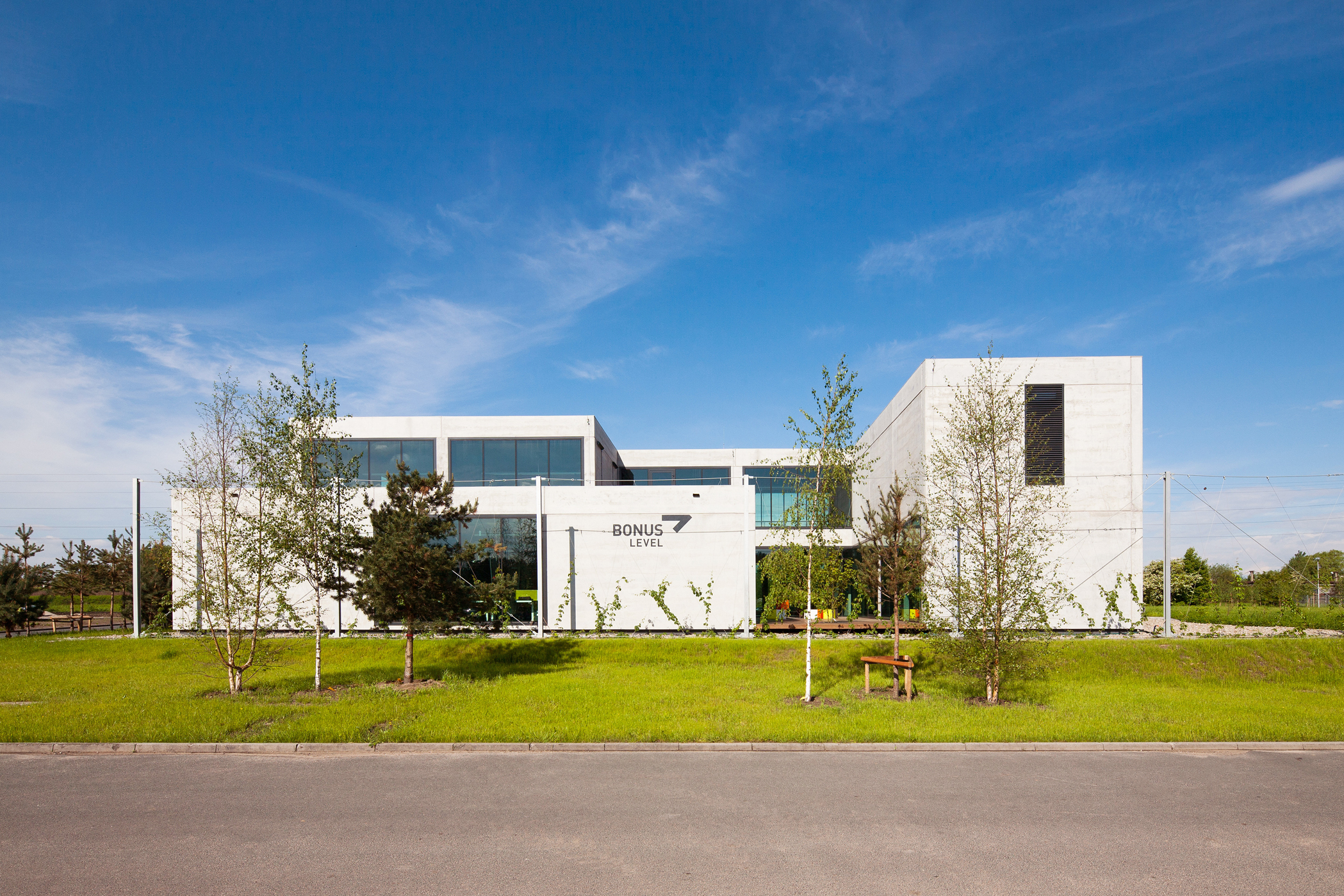
Biurowiec Infinite Dreams (2021)

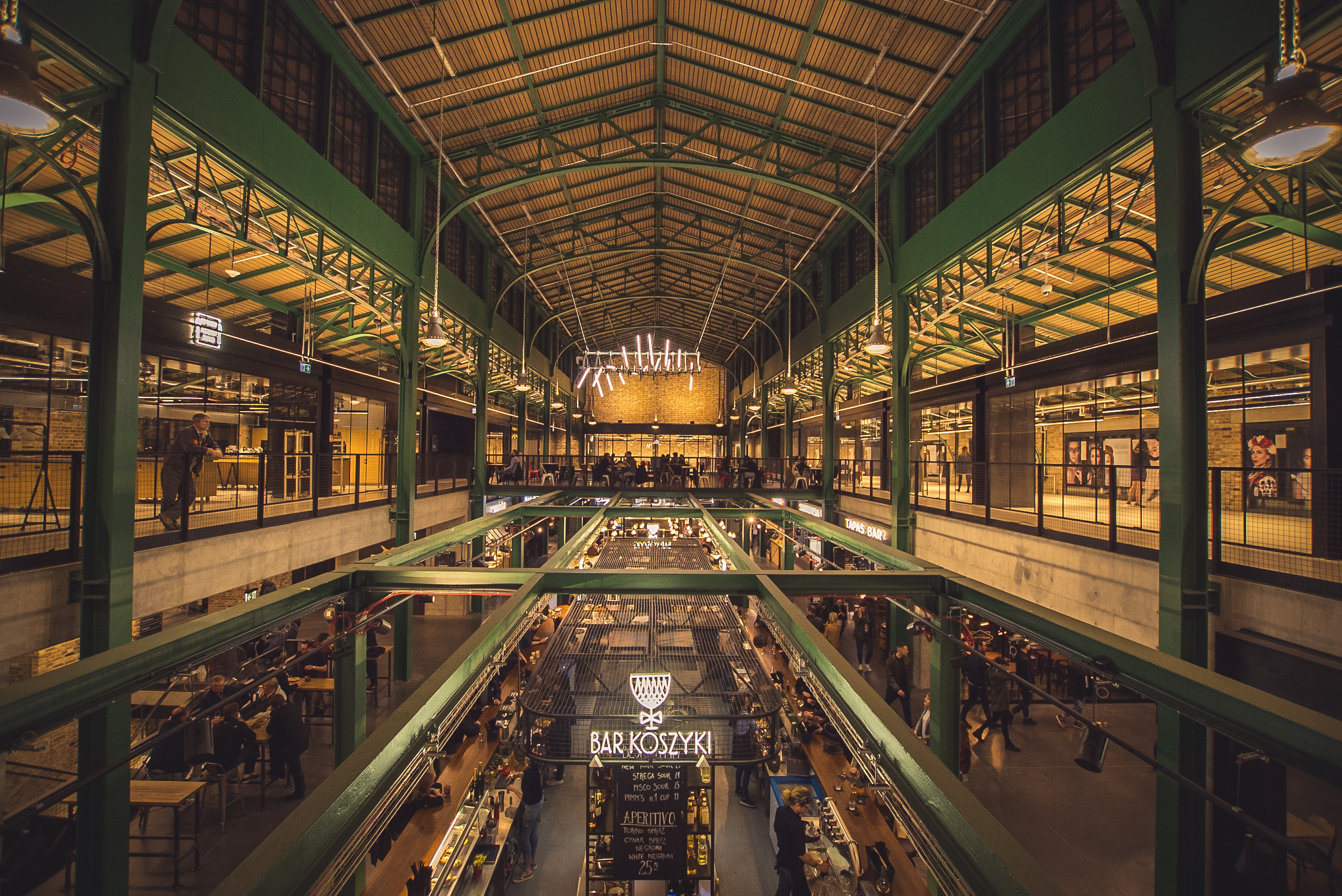
Hala Koszyki w Warszawie (2017)

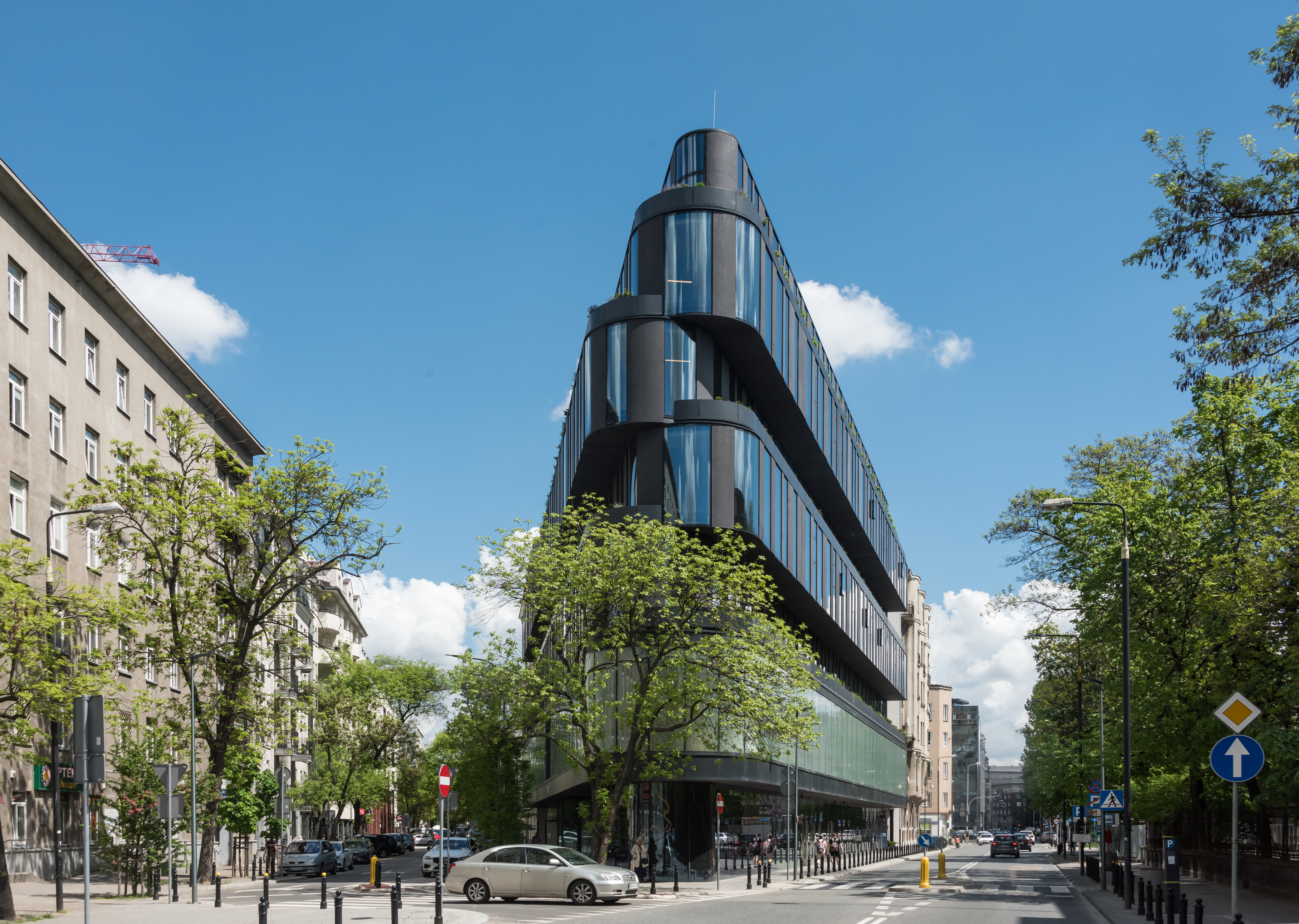
Nobu Hotel Warsaw w Warszawie (2021)

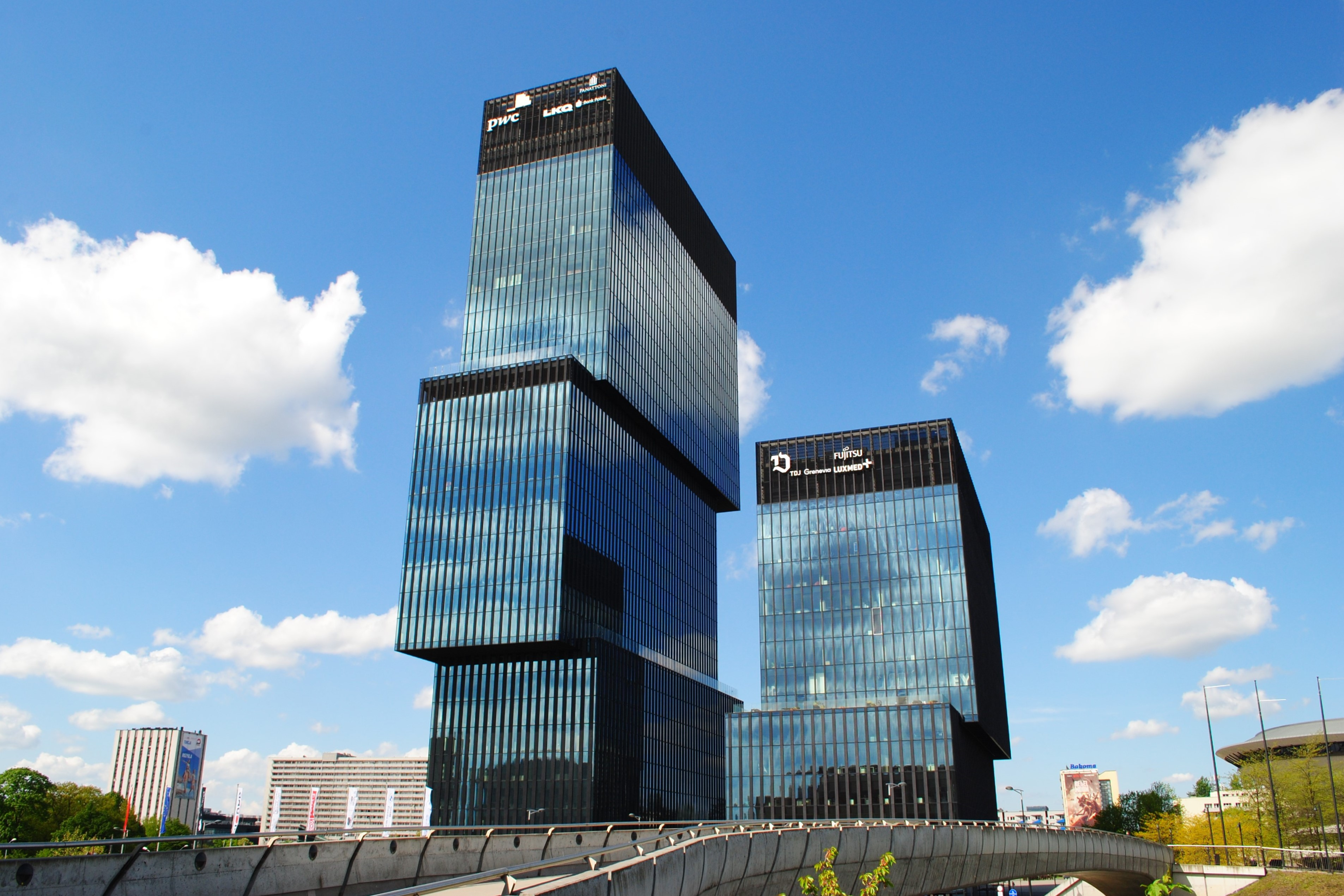
Katowickie biurowce .KTW (2024)

Ukończył studia na Wydziale Architektury Politechniki Śląskiej w Gliwicach, a także studiował w paryskim École d’architecture de Paris-Villemin, gdzie w 2008 roku był profesorem wizytującym. Po studiach pracował w biurach P.P. Pabel Architekten w Berlinie oraz Jean Nouvel Architecture i Odile Decq Benoît Cornette w Paryżu. 
W 1997 roku założył wspólnie Łukaszem Zagałą autorską pracownię architektoniczną Medusa Group, której biura znajdują się w Bytomiu, Warszawie i Dubaju. Zajmuje się projektami architektonicznymi i urbanistycznymi oraz designem czy komunikacją wizualną. Jest także jurorem w konkursach architektonicznych.
Zaliczany jest do tzw. „śląskiej szkoły architektury”, którą tworzą architekci urodzeni na przełomie lat 60. i 70. XX wieku – prócz niego także m.in. Robert Konieczny (KWK Promes) czy Tomasz Konior (Konior Studio). Większość z nich ukończyła studia na Politechnice Śląskiej w Gliwicach i mają w regionie swoje pracownie.

## Życie prywatne
Jest żonaty z Joanną, mają dwóch synów: Kubę i Bartosza. Mieszka wraz ze swoją rodziną w zaprojektowanym przez siebie lofcie Bolko Loft mh1 w Bytomiu. Posiada także mieszkanie na warszawskiej Starej Pradze.
Uprawia triathlon i fotografuje, a także działa społecznie na terenie Górnego Śląska – zaprojektował ogrody różańcowe i pawilon przy rzymskokatolickiej parafii św. Jacka w Bytomiu, do której należy czy instalację z trzepaków – „klopsztanga”. Działał też na rzecz ratowania wieży ciśnień w Bytomiu znajdującej się przy Państwowych Szkołach Budownictwa.

## Wybrane projekty
Samodzielne projekty:
- Bolko Loft mh1 w Bytomiu (bud. 2002–2003)[11].

Współautorstwo z Łukaszem Zagałą:
- Zespół budynków wielorodzinnych na osiedlu Bażantowo w Katowicach (bud. 2009)[12],
- Budynek usługowo-biurowy dla Rödl & Partner przy ulicy Zygmunta Starego w Gliwicach (bud. 2010)[13],
- Budynek usługowo-biurowy dla Infinite Dreams przy ulicy Bojkowskiej  w Gliwicach (bud. 2012)[14],
- Centrum Edukacyjno-Kulturalne im. ks. Grzegorza Gerwazego Gorczyckiego i Ogród różańcowy przy kościele św. Jacka w Bytomiu (bud. 2014)[15],
- Zespół budynków mieszkalnych Mieszkaj w Mieście przy ulicy Katowickiej w Krakowie (bud. od 2016)[16],
- Adaptacja stołówki wojskowej na obiekt biurowy TechPark Kanlux w Radzionkowie (bud. 2016)[17],
- Kapliczka przydrożna w Krakowie-Bronowicach (bud. 2016)[18],
- Wnętrza Hali Koszyki w Warszawie (real. 2016)[19],
- Budynek biurowy Nowa Fabryczna w Nowym Centrum Łodzi (bud. 2017)[20],
- Budynek liceum ogólnokształcącego Akademeia High School przy ulicy L. Ledóchowskiej w Warszawie (bud. 2017)[21]
- Kompleks budynków biurowych CU Office przy ulicy Jaworskiej we Wrocławiu (bud. 2018–2019)[22],
- Plac Brama Browarów – część kompleksu Browary Warszawskie w Warszawie (bud. 2018–2019)[23],
- Rehabilitacja budynku Empire House przy New Road w londyńskiej dzielnicy Whitechapel (real. 2019)[24],
- Zespół budynków biurowych Brama Miasta przy ulicy J. Kilińskiego w Łodzi (bud. 2019–2020)[25],
- Dom-instalacja Origami House w Toruniu (bud. 2020)[26],
- Nobu Hotel Warsaw przy ulicy Wilczej w Warszawie (bud. 2020)[27],
- Budynek D Nowego Rynku w Poznaniu (bud. 2021)[28],
- Zespół budynków mieszkaniowych Pierwsza Dzielnica w Katowicach (bud. od 2021)[29],
- Kompleks biurowców .KTW przy alei W. Roździeńskiego w Katowicach (bud. 2018–2022)[30].

Współautorstwo z Łukaszem Zagałą i innymi architektami:
- Budynek biurowy Wasko w Gliwicach (bud. 2002–2004)[31],
- Zespół budynków biurowych Silesia Business Park w Katowicach (bud. 2014–2019)[32].

## Nagrody i wyróżnienia
- Nominacja do Eurobuild Awards w kategorii Osobowość Roku (2020)[33]
- Honorowa Nagroda SARP (2024) – wspólnie z Łukaszem Zagałą[34]